# Nuoto sincronizzato ai Giochi della XXIX Olimpiade - Squadre

## Qualificazioni
22 agosto, ore: 15:00,
| Posizione | Atlete | Nazione     | Giudici | Giudici | Giudici | Giudici | Giudici | Giudici | Totale    | 100%   |        | Technical routine | Technical routine |
| Posizione | Atlete | Nazione     |         | J1      | J2      | J3      | J4      | J5      | Totale    | 100%   | 50%    | Distacco          |                   |
| --------- | --- | ----------- | ------- | ------- | ------- | ------- | ------- | ------- | --------- | ------ | ------ | ----------------- | ----------------- |
| 1         | Maria Gromova, Natal'ja Iščenko, Anastasija Davydova, Anastasija Ermakova, Ėlvira Chasjanova, Ol'ga Kužela, Svetlana Romašina, Elena Ovčinnikova e Anna Šorina | Russia      | EX      | 9,9     | 9,9     | 9,9     | 9,9     | 9,9     | 49,500    | 99,000 | 49,500 |                   |                   |
| 1         | Maria Gromova, Natal'ja Iščenko, Anastasija Davydova, Anastasija Ermakova, Ėlvira Chasjanova, Ol'ga Kužela, Svetlana Romašina, Elena Ovčinnikova e Anna Šorina | Russia      | OI      | 9,9     | 9,9     | 9,9     | 9,9     | 9,9     | 49,500    | 99,000 | 49,500 |                   |                   |
| 2         | Alba María Cabello, Raquel Corral, Andrea Fuentes, Thais Henriquez, Laura López, Gemma Mengual, Irina Rodriguez, Paola Tirados e Gisela Moron                  | Spagna      | EX      | 9,8     | 9,7     | 9,7     | 9,8     | 9,8     | 48,833    | 97,833 | 48,917 | 0,583             |                   |
| 2         | Alba María Cabello, Raquel Corral, Andrea Fuentes, Thais Henriquez, Laura López, Gemma Mengual, Irina Rodriguez, Paola Tirados e Gisela Moron                  | Spagna      | OI      | 9,8     | 9,8     | 9,7     | 9,8     | 9,8     | 49,000    | 97,833 | 48,917 | 0,583             |                   |
| 3         | Gu Beibei, Jiang Tingting, Jiang Wenwen, Liu Ou, Luo Qian, Sun Qiuting, Wang Na , Zhang Xiaohuan e Huang Xuechen                                               | Cina        | EX      | 9,7     | 9,6     | 9,8     | 9,8     | 9,7     | 48,667    | 97,167 | 48,584 | 0,916             |                   |
| 3         | Gu Beibei, Jiang Tingting, Jiang Wenwen, Liu Ou, Luo Qian, Sun Qiuting, Wang Na , Zhang Xiaohuan e Huang Xuechen                                               | Cina        | OI      | 9,5     | 9,7     | 9,8     | 9,7     | 9,7     | 48,500    | 97,167 | 48,584 | 0,916             |                   |
| 4         | Saho Harada, Yumiko Ishiguro, Naoko Kawashima, Hiromi Kobayashi, Erika Komura, Ayako Matsumura, Emiko Suzuki e Masako Tachibana                                | Giappone    | EX      | 9,6     | 9,8     | 9,6     | 9,7     | 9,7     | 48,333    | 96,333 | 48,167 | 1,333             |                   |
| 4         | Saho Harada, Yumiko Ishiguro, Naoko Kawashima, Hiromi Kobayashi, Erika Komura, Ayako Matsumura, Emiko Suzuki e Masako Tachibana                                | Giappone    | OI      | 9,6     | 9,7     | 9,6     | 9,6     | 9,6     | 48,000    | 96,333 | 48,167 | 1,333             |                   |
| 5         | Marie-Pier Boudreau Gagnon, Jessika Dubuc, Marie-Pierre Gagne, Dominika Kopcik, Eve Lamoureux, Tracy Little, Elise Marcotte e Jennifer Song                    | Canada      | EX      | 9,6     | 9,4     | 9,7     | 9,6     | 9,4     | 47,667    | 95,167 | 47,584 | 1,916             |                   |
| 5         | Marie-Pier Boudreau Gagnon, Jessika Dubuc, Marie-Pierre Gagne, Dominika Kopcik, Eve Lamoureux, Tracy Little, Elise Marcotte e Jennifer Song                    | Canada      | OI      | 9,5     | 9,5     | 9,5     | 9,4     | 9,4     | 47,500    | 95,167 | 47,584 | 1,916             |                   |
| 5         | Brooke Abel, Kate Hooven, Christina Jones, Becky Kim, Andrea Nott, Annabelle Orme, Jillian Penner e Kim Probst                                                 | Stati Uniti | EX      | 9,4     | 9,6     | 9,4     | 9,7     | 9,6     | 47,667    | 95,167 | 47,584 | 1,916             |                   |
| 5         | Brooke Abel, Kate Hooven, Christina Jones, Becky Kim, Andrea Nott, Annabelle Orme, Jillian Penner e Kim Probst                                                 | Stati Uniti | OI      | 9,4     | 9,6     | 9,5     | 9,6     | 9,4     | 47,500    | 95,167 | 47,584 | 1,916             |                   |
| 7         | Eloise Amberger, Coral Bentley, Sarah Bombell, Tamika Domrow, Myriam Glez, Erika Leal-Ramirez, Tarren Otte e Bethany Walsh                                     | Australia   | EX      | 8,4     | 8,3     | 8,0     | 8,3     | 8,5     | 41,667    | 80,834 | 40,417 | 9,083             |                   |
| 7         | Eloise Amberger, Coral Bentley, Sarah Bombell, Tamika Domrow, Myriam Glez, Erika Leal-Ramirez, Tarren Otte e Bethany Walsh                                     | Australia   | OI      | 8,2     | 8,2     | 8,3     | 8,4     | 8,2     | 41,167 -2 | 80,834 | 40,417 | 9,083             |                   |
| 8         | Reem Abdalazem, Aziza Abdelfattah, Hagar Badran, Dalia El Gebaly, Shaza El Sayed, Youmna Khallaf, Mai Mohamed e Nouran Saleh                                   | Egitto      | EX      | 8,2     | 8,5     | 7,8     | 8,1     | 8,3     | 41,000    | 79,500 | 39,750 | 9,750             |                   |
| 8         | Reem Abdalazem, Aziza Abdelfattah, Hagar Badran, Dalia El Gebaly, Shaza El Sayed, Youmna Khallaf, Mai Mohamed e Nouran Saleh                                   | Egitto      | OI      | 8,1     | 8,3     | 8,2     | 8,0     | 7,8     | 40,500 -2 | 79,500 | 39,750 | 9,750             |                   |

| Giudici    | Giudici                           | Giudici              | Giudici              |
| Esecuzione | Esecuzione                        | Impressione generale | Impressione generale |
| ---------- | --------------------------------- | -------------------- | -------------------- |
| Giudice 1  | Jennifer Gray                     | Giudice 1            | Maribel Solis        |
| Giudice 2  | Teresa Cristina Raposo Alentejano | Giudice 2            | Kim Young Chae       |
| Giudice 3  | Inger Lindholm                    | Giudice 3            | She Xiaoping         |
| Giudice 4  | Ivona Kralikova                   | Giudice 4            | Annick Delaporte     |
| Giudice 5  | Žanna Demčenko                    | Giudice 5            | Heather Archer       |

## Free Routine
23 agosto, ore: 15:00,
| 1 | Maria Gromova, Natal'ja Iščenko, Anastasija Davydova, Anastasija Ermakova, Ėlvira Chasjanova, Ol'ga Kužela, Svetlana Romašina, Elena Ovčinnikova e Anna Šorina | Russia      | TM | 10,0 | 10,0 | 10,0 | 9,9  | 10,0 | 50,000    | 100,000 | 50,000 |       |  |
| 1 | Maria Gromova, Natal'ja Iščenko, Anastasija Davydova, Anastasija Ermakova, Ėlvira Chasjanova, Ol'ga Kužela, Svetlana Romašina, Elena Ovčinnikova e Anna Šorina | Russia      | AI | 10,0 | 10,0 | 10,0 | 10,0 | 9,9  | 50,000    | 100,000 | 50,000 |       |  |
| 2 | Abla Maria Cabello, Raquel Corral, Andrea Fuentes, Thias Henriquez, Laura López, Gemma Mengual, Irina Rodriguez , Paola Tirados e Gisela Moron                 | Spagna      | TM | 9,8  | 9,9  | 9,8  | 9,8  | 9,9  | 49,167    | 98,667  | 49,334 | 0,666 |  |
| 2 | Abla Maria Cabello, Raquel Corral, Andrea Fuentes, Thias Henriquez, Laura López, Gemma Mengual, Irina Rodriguez , Paola Tirados e Gisela Moron                 | Spagna      | AI | 9,9  | 9,9  | 9,9  | 9,9  | 9,8  | 49,500    | 98,667  | 49,334 | 0,666 |  |
| 3 | Gu Beibei, Jiang Tingting, Jiang Wenwen, Liu Ou, Luo Qian, Sun Qiuting, Wang Na , Zhang Xiaohuan e Huang Xuechen                                               | Cina        | TM | 9,8  | 9,8  | 9,7  | 9,7  | 9,7  | 48,667    | 97,500  | 48,750 | 1,250 |  |
| 3 | Gu Beibei, Jiang Tingting, Jiang Wenwen, Liu Ou, Luo Qian, Sun Qiuting, Wang Na , Zhang Xiaohuan e Huang Xuechen                                               | Cina        | AI | 9,8  | 9,8  | 9,8  | 9,7  | 9,7  | 48,833    | 97,500  | 48,750 | 1,250 |  |
| 4 | Marie-Pier Boudreau Gagnon, Jessika Dubuc, Marie-Pierre Gagne, Dominika Kopcik, Eve Lamoureux, Tracy Little, Elise Marcotte e Jennifer Song                    | Canada      | TM | 9,6  | 9,7  | 9,4  | 9,6  | 9,7  | 48,167    | 96,167  | 48,084 | 1,916 |  |
| 4 | Marie-Pier Boudreau Gagnon, Jessika Dubuc, Marie-Pierre Gagne, Dominika Kopcik, Eve Lamoureux, Tracy Little, Elise Marcotte e Jennifer Song                    | Canada      | AI | 9,5  | 9,6  | 9,6  | 9,6  | 9,6  | 48,000    | 96,167  | 48,084 | 1,916 |  |
| 5 | Brooke Abel, Kate Hooven, Christina Jones, Becky Kim, Andrea Nott, Annabelle Orme, Jillian Penner e Kim Probst                                                 | Stati Uniti | TM | 9,7  | 9,6  | 9,5  | 9,5  | 9,5  | 47,667    | 95,500  | 47,750 | 2,250 |  |
| 5 | Brooke Abel, Kate Hooven, Christina Jones, Becky Kim, Andrea Nott, Annabelle Orme, Jillian Penner e Kim Probst                                                 | Stati Uniti | AI | 9,6  | 9,5  | 9,7  | 9,6  | 9,5  | 47,883    | 95,500  | 47,750 | 2,250 |  |
| 6 | Saho Harada, Yumiko Ishiguro, Naoko Kawashima, Hiromi Kobayashi, Erika Komura, Ayako Matsumura, Emiko Suzuki e Masako Tachibana                                | Giappone    | TM | 9,5  | 9,8  | 9,6  | 9,5  | 9,6  | 47,833    | 94,333  | 47,167 | 2,833 |  |
| 6 | Saho Harada, Yumiko Ishiguro, Naoko Kawashima, Hiromi Kobayashi, Erika Komura, Ayako Matsumura, Emiko Suzuki e Masako Tachibana                                | Giappone    | AI | 9,7  | 9,7  | 9,7  | 9,7  | 9,6  | 48,500 -2 | 94,333  | 47,167 | 2,833 |  |
| 7 | Eloise Amberger, Coral Bentley, Sarah Bombell, Tamika Domrow, Myriam Glez, Erika Leal-Ramirez, Tarren Otte e Bethany Walsh                                     | Australia   | TM | 8,5  | 8,1  | 8,5  | 8,1  | 8,2  | 41,333    | 83,500  | 41,750 | 8,250 |  |
| 7 | Eloise Amberger, Coral Bentley, Sarah Bombell, Tamika Domrow, Myriam Glez, Erika Leal-Ramirez, Tarren Otte e Bethany Walsh                                     | Australia   | AI | 8,3  | 8,4  | 8,7  | 8,2  | 8,6  | 42,167    | 83,500  | 41,750 | 8,250 |  |
| 8 | Reem Abdalazem, Aziza Abdelfattah, Hagar Badran, Dalia El Gebaly, Shaza El Sayed, Youmna Khallaf, Mai Mohamed e Nouran Saleh                                   | Egitto      | TM | 8,1  | 8,0  | 8,4  | 7,9  | 8,5  | 40,833    | 82,166  | 41,083 | 8,917 |  |
| 8 | Reem Abdalazem, Aziza Abdelfattah, Hagar Badran, Dalia El Gebaly, Shaza El Sayed, Youmna Khallaf, Mai Mohamed e Nouran Saleh                                   | Egitto      | AI | 8,5  | 8,3  | 8,3  | 8,0  | 8,2  | 41,333    | 82,166  | 41,083 | 8,917 |  |

| Giudici              | Giudici              | Giudici                  | Giudici                  |
| Technical Merit (TM) | Technical Merit (TM) | Artistic Impression (AI) | Artistic Impression (AI) |
| -------------------- | -------------------- | ------------------------ | ------------------------ |
| Giudice 1            | Kristine Olson       | Giudice 1                | Laila Loutfy El Sayed    |
| Giudice 2            | Hortensia Graupera   | Giudice 2                | Ivona Kralikova          |
| Giudice 3            | Irina Butuzova       | Giudice 3                | Simonetta Antonaroli     |
| Giudice 4            | Maribel Solis        | Giudice 4                | Yasuko Higuchi           |
| Giudice 5            | Inger Lindholm       | Giudice 5                | Žanna Demčenko           |